# Faustino González-Aller y Vigil
Faustino González-Aller y Vigil (Gijón, Astúries 2 de març de 1919 – Madrid, 12 de març de 1983) va ser un escriptor, dramaturg i guionista de cinema espanyol.
Es llicencià en dret, i va alternar el treball d'advocat juntament amb el de periodista fins que el 1944 va ingressar com a redactor a Radio Nacional de España, càrrec que va ocupar fins 1953. Simultàniament es va dedicar a escriure les peces de teatre La noche no se acaba (1950) i La estatua fue antes Pichurri (1953) amb el guatemalenc d'origen asturià Armando Ocano. Amb la primera va assolir el Premi Lope de Vega però fou retirada de la cartellera per ordre de la Direcció General de Seguretat per ser considerada «immoral i heterodoxa» (perquè tractava sobre l'avortament). i la segona fou mal acollida pel públic per la seva tècnica avantguardista. Uns anys abans, va estrenar amb el Teatro Español Universitario (TEU) Ritmo de juventud.
Aleshores es va dedicar a escriure alguns guions per al cinema. Un d'ells, el de Todos somos necesarios, duta a la pantalla per José Antonio Nieves Conde, li va suposar el premi al millor guió al Festival Internacional de Cinema de Sant Sebastià 1956. El mateix any, a partir de la seva obra Menta va escriure el guió d'El puente del diablo, duta a la pantalla per Javier Setó.
De 1956 a 1959 fou corresponsal a Cuba, on va dirigir l'edició del Canal 13. De 1959 a 1972 va treballar en el servei d'informació de les Nacions Unides a Nova York, activitat que va alternar amb la redacció d'algunes novel·les com Niña Huanca (1974) i Operación Gernika (1979). Des de 1977 fou corresponsal a Nova York de l'Agencia EFE, i finalment cap de secció del departament de Documentació de l'Agència. Va morir a la residència sanitària La Paz de Madrid el 12 de març de 1983 a conseqüència d'una aturada cardíaca.

## Obres
- La noche no se acaba (teatre, 1950)
- La estatua fue antes Pichurri (obra de teatre, 1953)
- Duelo de pasiones (1955) guió de la pel·lícula dirigida per Javier Setó
- El puente del diablo (1955) guió de la pel·lícula dirigida per Javier Setó
- Todos somos necesarios (1956) guió de la pel·lícula dirigida per José Antonio Nieves Conde
- Ha pasado un hombre (1956) guió de la pel·lícula dirigida per Javier Setó
- La mestiza (1956) guió de la pel·lícula dirigida per José María Ochoa
- ¡Olé... Cuba! (1957) guió de la pel·lícula dirigida per Manuel de la Pedrosa
- La flauta en flor. El taxidermista (novel·la, 1972)
- Niña Huanca (novel·la, 1974)
- Vía Gala (novel·la, 1977)
- Orosia (novel·la, 1978)
- Operación Guernika (novel·la, 1979)
- El onceno mandamiento (novel·la, 1983)